# Josef Kandlhofer
Josef Kandlhofer (* 20. Juli 1948 in Vorau) ist ein österreichischer Jurist im Bereich des Sozialrechts und der landwirtschaftlichen Interessenvertretung. Er war Generaldirektor des Hauptverbandes der österreichischen Sozialversicherungsträger.

## Leben und Ausbildung
Josef Kandlhofer wurde als fünftes von zwölf Kindern des Ehepaares Leo und Rosa Kandlhofer geboren. Am 21. März 1975 heiratete er Wanda Reuschel, der Ehe entstammen vier Kinder. Von 1954 bis 1958 besuchte er die Volksschule Eichberg, von 1958 bis 1960 die Hauptschule Vorau und danach das Bischöfliche Gymnasium in Graz. Die Reifeprüfung (Matura) legte er am 14. Juni 1968 ab. Von 1968 bis 1973 studierte er Rechtswissenschaften an der Universität Wien, die Promotion erfolgte am 13. November 1973. Die Gerichtspraxis als Rechtspraktikant absolvierte Kandlhofer im Sprengel des OLG Wien 1973–1974. Der Präsenzdienst beim Österreichischen Bundesheer wurde von April 1975 bis zum November 1975 geleistet.

## Berufstätigkeit
Die Berufstätigkeit Kandlhofers begann in der Kanzlei der Rechtsanwälte Otto Reimer und Wilhelm Grünauer in Wien, wo er ab Juni 1974 Konzipient war. Ab 1976 war er Angestellter (Sekretär) im niederösterreichischen Bauernbund, danach ab Oktober 1980 Referent in der damaligen Sozialversicherungsanstalt (SVA) der Bauern (ab Oktober 1981 Abteilungsleiter-Stellvertreter, ab Juli 1983 Abteilungsleiter, ab 1. April 1986 als Direktor Ständiger Stellvertreter des Leitenden Angestellten, ab 1. November 1988 Leitender Angestellter mit dem Berufstitel Generaldirektor).
Von 2002 bis 2013 war er als Nachfolger von Walter Geppert leitender Angestellter im Hauptverband der österreichischen Sozialversicherungsträger im Rahmen unterschiedlicher Organisationsformen (Generaldirektor, ab 2002 bis März 2005 Sprecher der Geschäftsführung, danach leitendes Mitglied des Verbandsmanagements mit Dirimierungsrecht). Am 1. August 2013 ging er in den Ruhestand, sein Nachfolger als Generaldirektor des Hauptverbandes wurde Josef Probst.
Im Rahmen seiner Berufstätigkeit war er von 1976 bis 1980 Vorsitzender des Renten- und Pensionsausschusses, eines in diesem Bereich geschäftsführenden Organs der Selbstverwaltung bei der SVA der Bauern, 1976–1980 Obmann der Personalvertretung im niederösterreichischen Bauernbund, 1976–2013 Mitglied des NÖ. Landesbauernrates, 1987–2005 Mitglied des Kuratoriums im Afro-Asiatischen Institut Wien, 1988–2003 Vizepräsident der Sektion Landwirtschaft der Internationalen Vereinigung für soziale Sicherheit zur Verhütung von Arbeitsunfällen und Berufskrankheiten IVSS, 1989–1992 Geschäftsführer des Sektionsausschusses „Selbständigen–Krankenversicherung“ im Hauptverband, 2003–2013 entsandt vom Hauptverband Senatsmitglied in der Bundesschiedskommission, einer Verwaltungsbehörde zur Entscheidung von Streitigkeiten zwischen Ärzten und Sozialversicherung in höchster Instanz.
Wichtige Punkte seiner Berufstätigkeit waren 1997/98 die Einführung des „Bauernkrankenscheins“, der die Direktverrechnung der Leistungen von Ärzten, Gesundheitszentren und anderen Behandlungsstellen im Gesundheitswesen mit der Bauern-Sozialversicherung stark vereinfachte, weiters 2000/01 die Reorganisation der Sozialversicherungsanstalt der Bauern. In seiner Amtszeit als Generaldirektor im Hauptverband wurde das e-card-System eingeführt. Er überreichte am 30. Juli 2004 die ersten e-cards im Rahmen des europäischen Projekts Netc@rds an die österreichischen Teilnehmer an den olympischen Sommerspielen in Athen. Mit diesen Karten begann die Einführung der Europäischen Krankenversicherungskarte in Österreich und Griechenland. Während seiner Berufszeit wurde unter dem Motto: „Das Rezept läuft und nicht der Patient“ auch eine Grundlage für das Arzneimittelbewilligungsservice (ABS) und das elektronisch erstellte Rezept (e-Rezept) gelegt. Damit wurde die elektronische Ausstellung von Rezepten in den medizinischen Behandlungsstellen (Arztordinationen etc.), ihre allfällige Bewilligung durch die Versicherung und die Einlösung von Rezepten in den Apotheken ohne Papierformulare nach einheitlichen Regeln und ohne Ausdrucke auf Papier möglich.
2006 wurde er Obmann des Vereins „Rettet die Buckow-Orgel der Piaristenbasilika Maria Treu“, der die Restaurierung der 1856–1858 gebauten großen Orgelanlage dieser Kirche finanziell unterstützt. Seit 2014 ist er kooptiertes Mitglied des Vorstandes des Österreichischen Seniorenbundes.

## Auszeichnungen
- 2024 Goldenes Doktordiplom der Universität Wien[8]
- 2014 Ehrenring der Österreichischen Sozialversicherung[2]
- 2006 Honorarprofessor der Szent-István-Universität in Gödöllő[9]
- 1998 Berufstitel Hofrat[2]
- Großes Goldenes Ehrenzeichen für Verdienste um die Republik Österreich[2]
- Ehrenmitglied des Kriegsopfer- und Behindertenverbandes (KOBV)[2]
- Große Goldene Kammermedaille der Landwirtschaftskammer Niederösterreich[2]
- Ehrenzeichen in Gold der Wiener Landwirtschaftskammer[2]

## Publikationen
- Der stille Macher. Johann Haider und seine Mission: Die bäuerliche Sozialversicherung. Die Stadtgemeinde Groß Gerungs. avBuch Cadmos Verlag, München 2021, ISBN 978-3-8404-8538-1 (mit Günther Steiner).
- „Einfach nachgedacht“. Ständige Kolumne 2014–2023 im Servicemagazin des Kriegsopfer- und Behindertenverbandes KOBV für Wien, Niederösterreich und Burgenland. ZDB-ID 2469949-4.
- Afro–Asiatisches Institut Wien 1959–2016. Verlag Südwind, Wien 2016, ISBN 978-3-902906-20-5 (als Mitherausgeber und Autor mit Deji Aganga, Gerhard Bittner, Heinz Hödl, Klaus Zapotoczky, Sebastian Kurz).
- Round Table Diskussion „Das beste Gesundheitssystem der Welt?“ – Realitäten und Visionen. In: Reinhold Kerbl (Hrsg.): Kinder und Jugendliche im besten Gesundheitssystem der Welt: 4. Jahrestagung Politische Kindermedizin 2010. Verlag Springer, Wien 2011, ISBN 978-3-7091-0882-6, S. 103–134 (mit Reinhold Kerbl, Peter Allhoff, Magdalena Arrouas, Ernest Pichlbauer).
- Personalmanagement in der österreichischen Sozialversicherung – Ein Erfahrungsbericht aus dem Hauptverband der österreichischen Sozialversicherungsträger. In: Dieter Kandlhofer, Karl Seyfried (Hrsg.): Interne Revision und Personalmanagement. LexisNexis-Verlag ARD Orac, Wien 2009, ISBN 978-3-7007-4093-3, S. 137–148.
- Überalterung als Herausforderung für die gesetzliche Krankenversicherung. In: Beatrix Karl, Klaus Poier: Alter und soziale Gerechtigkeit. Schriftenreihe des Dr.-Karl-Kummer-Instituts, Band 6, Graz 2009, ISBN 978-3-7011-0158-0, S. 221–229.
- Eine Ursachenanalyse der Finanzierungsprobleme der sozialen Krankenversicherung – Wahrheit und Mythos. In: Walter J. Pfeil (Hrsg.): Finanzierungsprobleme der gesetzlichen Krankenversicherung. Manz, Wien 2009, ISBN 978-3-214-00270-1, S. 1–16.
- Das österreichische Pensionssystem und die jüngere Generation – sind alle Probleme schon gelöst? In: Klaus Poier, Katharina Konschegg, Johannes Spannring (Hrsg.): Jugend und soziale Gerechtigkeit. Schriftenreihe des Dr.-Karl-Kummer-Instituts, Band 5, Graz 2008, ISBN 978-3-7011-0132-0, S. 279–284.
- Gesundheitspolitik – Selbstverwaltung in der Krise? In: Andreas Khol: Österreichisches Jahrbuch für Politik 2007. Böhlau, Wien 2008, ISBN 978-3-205-78082-3, ISSN 0170-0847, ZDB-ID 550996-8, S. 313–326 (mit Josef Souhrada).
- Soziale Gerechtigkeit durch neue Beschäftigung in Solidarität. In: Klaus Poier: Aufgabe soziale Gerechtigkeit: Baustelle Sozialstaat – Corporate Social Responsibility – Netze der Zivilgesellschaft – Basis Familie? Schriftenreihe des Dr.-Karl-Kummer-Instituts, Band 3, Graz 2006, ISBN 3-902020-29-6, S. 101–105.
- Die Möglichkeiten und Schwierigkeiten der Sozialversicherung im Bereich der Prophylaxe. In: Klaus Zapotoczky: Lebensstil als Gesundheitsfaktor: Ergebnisse des elften Linzer Gesundheitssymposions (April 2003). Trauner Verlag, Linz 2005, ISBN 3-85487-791-9, S. 184–194.
- Reformbereitschaft im kontinuierlichen Wandel. In: Fachzeitschrift Soziale Sicherheit, Jahrgang 2009, Heft 9, ISSN 0038-6065, S. 352–354.
- Verträge zwischen ABGB und Verfassungsrecht – Vertragspartnerrecht der Sozialversicherung im Lichte einiger Entscheidungen des VfGH. In: Gerhard Kuras, Matthias Neumayer, Anton Spenling: Beiträge zum Arbeits- und Sozialrecht, Festschrift für Peter Bauer, Gustav Maier und Karl Heinz Petrag. Manz, Wien 2004, ISBN 3-214-00134-5, S. 429–446 (mit Josef Souhrada).
- Die Neuorganisation der Sozialversicherung im Zuge der Gesundheitsreform. In: Hedwig Kopetz: Wie kurieren wir unser Gesundheitssystem? Schriftenreihe des Dr.-Karl-Kummer-Instituts, Band 2, Graz 2004, ISBN 3-9501942-0-7, S. 60–64.